# Brockenspöke

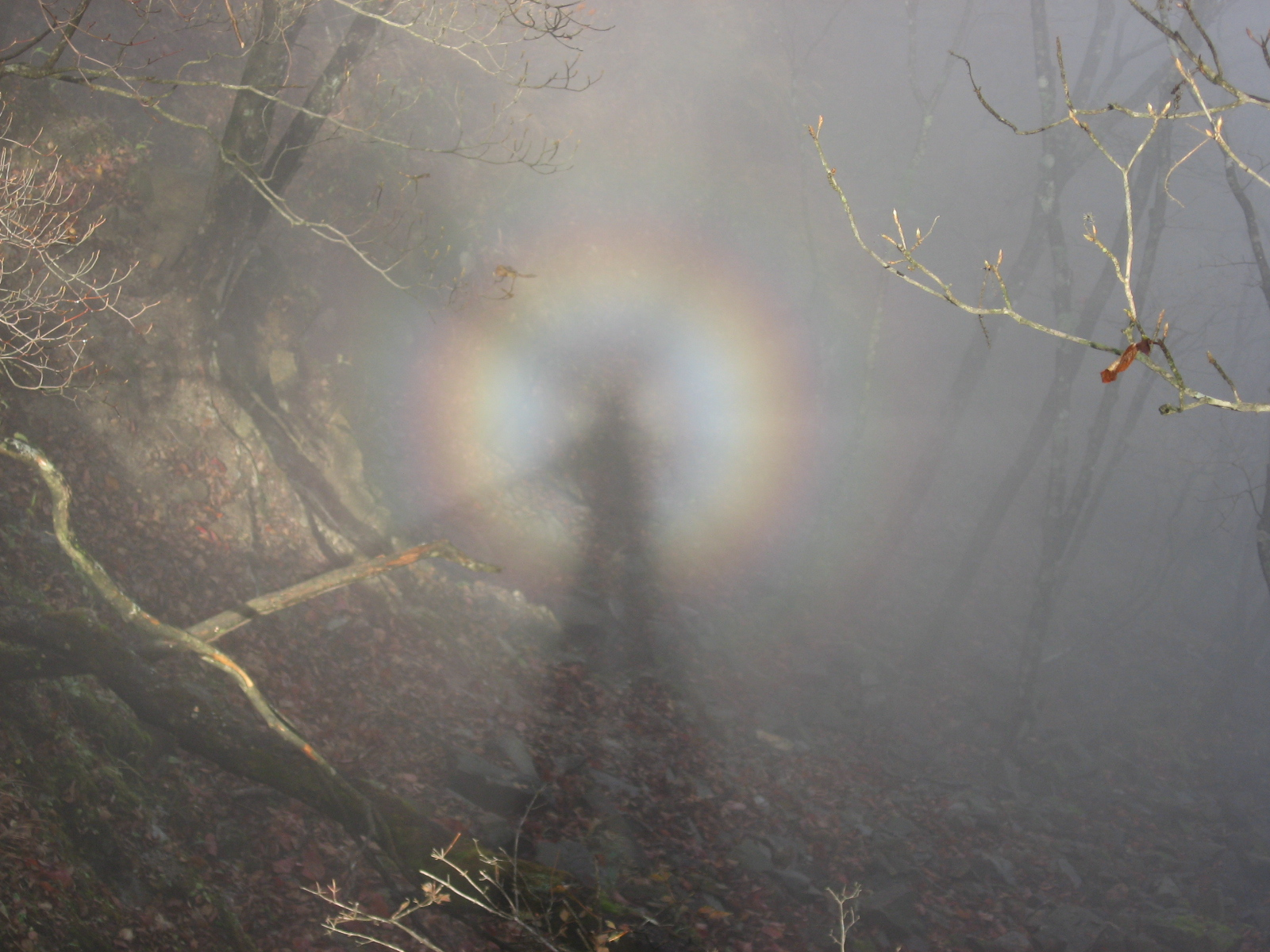
Brockenspöke med gloria.

Ett brockenspöke, eller brockenspectre (tyska: Brockengespenst där Gespenst = spöke) är ett optiskt fenomen där betraktarens skugga avbildas många gånger förstorat på dimma eller ett likformigt moln. Ofta kombineras brockenspöke med ett annat optiskt fenomen, gloria. Fenomenet är uppkallat efter berget Brocken i Tyskland där Johann Esaias Silberschlag beskrev fenomenet år 1780.
Brockenspöke noteras oftare på högre höjd och ses vanligen från ett flygplan. Effekten kan även uppstå som effekt av strålkastare exempelvis från en bil som riktas mot dimma.